# Académie Moderne
Académie Moderne, också benämnd Académie Léger-Ozenfant, var en konstskola för utländska konstnärer i Paris under 1920-talet.
Initiativet till Académie Moderne togs av en förmögen amerikanska, som ville skapa bättre undervisningsmöjligheter i det nya franska måleriet för amerikanska konststuderande. Skolan låg på 86, rue Notre-Dame-des Champs i Montparnasse, där också Fernand Léger hade sin ateljé.
Huvudlärare vid skolan var Fernand Léger och Amédée Ozenfant och den hade sin storhetstid vid mitten av 1920-talet.
Flera elever från de nordiska länderna utbildade sig på Académie Moderne, till exempel Otto G. Carlsund, Erik Olsson, Waldemar Lorentzon, Vera Meyerson, Siri Meyer, Rudolf Gowenius och Franciska Clausen.